# Pokémon: På Eventyr I Unova-afsnit
Pokémon: BW På Eventyr I Unova er den første halvdel af den sekstende sæson af Pokémon og den tredje del af Pokémon Serien: Black & White, en japansk anime-TV-serie, kendt i Japan er de første 11 afsnit en del af Pocket Monsters: Best Wishes! 2 (ポケットモンスター ベストウイッシュ2 Poketto Monsutā Besuto Uisshu Tsu), mens de resterende afsnit er kendt under navnet Pocket Monsters: Best Wishes! Season 2: Episode N (ポケットモンスター ベストウイッシュ シーズン２ エピソードN Poketto Monsutā Besuto Uisshu Shīzun Tsū Episōdo Enu). Den blev oprindeligt sendt i Japan på TV Tokyo fra den 11. oktober 2012 til den 18. april 2013, og senere i Danmark på Disney XD. Den danske versionering er lavet af SDI Media og er baseret på den amerikanske udgave, som er produceret af The Pokémon Company.
Efter at have stoppet Team Rockets mest geniale plan til dato rejser nu Ash, Iris og Cilan til Vetress City hvor Unova Ligaen finder sted her møder ash hans Rivaler og Venner Trip, Bianca, Stephan, Vergil og Cameron som alle også deltager i Ligaen, Ash taber til Cameron i Kvartfinalen og lander ham i Top 8 men Cameron Taber så til Vergil i Semifinalen hvilket lander ham i Top 4 og Vergil Vinder Unova Ligaen og vinder retten til at deltage i Unova's Champion Ligaen hvor han skal møde Unovas Elite 4 og mesteren Alder efter Unova Ligaen rejser Ash, Iris og Cilan til en ruin for at mødes med Professors Junipers Far som har opdaget en meget særlig sten men der bliver omringet af Team Plasma som vil have stenen og hidkalde den legendariske pokemon Reshiram og tage kontrollen af det. Jessie, James og Meowth vender også tilbage til Unova Regionen hvor de går tilbage til deres originale mål med at fange Pikachu og andre pokemoner til deres boss Giovanni og bruge dem for at overtage hele verden.

## Afsnit
| Nr. i serie | Nr. i sæson | Dansk titel Japansk titel | Japansk visning   | Dansk visning |
| ----------- | ----------- | --- | ----------------- | ------------- |
| 757         | 1           | "Skønheder i kamp for pragt og prestige!" "Sekaiichi Karei na Pokemon!? Chirachīno tai Tsutāja!" (世界一華麗なポケモン！？チラチーノVSツタージャ！)    | 11. oktober 2012  | 20. maj 2014  |
| 758         | 2           | "En jord-til-luft dobbeltkamp!" "Ōzora to Daichi no Taggu Batoru!" (大空と大地のタッグバトル！)                                                        | 18. oktober 2012  | Ukendt        |
| 759         | 3           | "Hjem til landsbyen!" "Airisu, Ryū no Sato e Kaeru!" (アイリス、竜の里へ帰る！)                                                                        | 25. oktober 2012  | Ukendt        |
| 760         | 4           | "Drayden mod Iris: Fortid, nutid og fremtid!" "Sōryū Jimu! Airisu tai Shaga!!" (ソウリュウジム！アイリスＶＳシャガ！！)                                | 8. november 2012  | Ukendt        |
| 761         | 5           | "Team Eevee og Pokémon-redningsholdet!" "Chīmu Ībui Shutsudō seyo! Pokemon Resukyū Tai!!" (チーム・イーブイ出動せよ！ポケモンレスキュー隊！！)         | 15. november 2012 | Ukendt        |
| 762         | 6           | "Så går starten på Unova-ligaen!" "Kaimaku: Isshu Rīgu Higaki Taikai! Satoshi tai Shūtī!!" (開幕 イッシュリーグ・ヒガキ大会！サトシ対シューティー！！) | 22. november 2012 | Ukendt        |
| 763         | 7           | "Slå din modstander!" "Nettō! Raibaru Batoru o Kachinuke!!" (熱闘！ライバルバトルを勝ちぬけ！！)                                                       | 29. november 2012 | Ukendt        |
| 764         | 8           | "En afstikker fra ligaen!" "Kibago Maigo ni Naru!" (キバゴ迷子になる！)                                                                                | 6. december 2012  | Ukendt        |
| 765         | 9           | "Et show spækket med stærk strategi!" "Dageki Tōjō! Satoshi tai Keniyan!!" (ダゲキ登場！サトシ対ケニヤン！！)                                          | 13. december 2012 | Ukendt        |
| 766         | 10          | "Camerons hemmelige våben!" "Satoshi tai Kotetsu! Himitsu Heiki Sazandora!!" (サトシ対コテツ！秘密兵器サザンドラ！！)                                  | 20. december 2012 | Ukendt        |
| 767         | 11          | "En udvikling i Unova-ligaen!" "Ketchaku Isshu Rīgu! Pikachū tai Rukario!!" (決着イッシュリーグ！ピカチュウ対ルカリオ！！)                             | 10. januar 2013   | Ukendt        |
| 768         | 12          | "Nye steder... kendte ansigter!" "Araragi Kenkyūjo! Aratanaru Tabidachi!!" (アララギ研究所！新たなる旅立ち！！)                                        | 17. januar 2013   | Ukendt        |
| 769         | 13          | "Navnet er N!" "Tomodachi... Sono Na wa Enu!" (トモダチ…その名はN！)                                                                                   | 24. januar 2013   | Ukendt        |
| 770         | 14          | "Der er en ny Sal-leder i byen!" "Shin Jimu Rīdā Cheren!" (新ジムリーダー・チェレン！)                                                                 | 31. januar 2013   | Ukendt        |
| 771         | 15          | "Team Plasmas Pokémon-komplot!" "Akuroma tai Hansamu! Purasuma-dan no Inbō!!" (アクロマVSハンサム！プラズマ団の陰謀！！)                               | 7. februar 2013   | Ukendt        |
| 772         | 16          | "Lyset på Floccesy Ranch!" "Kiri no Sangi Bokujō! Denryū no Akari!!" (霧のサンギ牧場！デンリュウのあかり！！)                                          | 14. februar 2013  | Ukendt        |
| 773         | 17          | "Red Braviary!" "Enu Futatabi! Wōguru Kyūshutsu Sakusen!!" (N再び！ウォーグル救出作戦！！)                                                             | 21. februar 2013  | Ukendt        |
| 774         | 18          | "Pokémon Havnepatruljen!" "Isoge! Pokemon Wangan Kyūjotai!!" (急げ！ポケモン湾岸救助隊！！)                                                            | 28. februar 2013  | Ukendt        |
| 775         | 19          | "En rødglødende genforening!" "Moe yo Rizādon! Bui Esu Kairyū!" (燃えよリザードン！VSカイリュー！)                                                     | 7. marts 2013     | Ukendt        |
| 776         | 20          | "Team Plasmas Pokémon-manipulation!" "Purazuma-dan no Yabō! Ayatsurareta Pokemon-tachi!!" (プラズマ団の野望！操られたポケモンたち！！)                 | 14. marts 2013    | Ukendt        |
| 777         | 21          | "Tågens hemmeligheder!" "Enu no Himitsu... Kiri no Kanata ni!" (Nの秘密…霧の彼方に！)                                                                  | 21. marts 2013    | Ukendt        |
| 778         | 22          | "Meowth, Colress og Team Rivalisering!" "Roketto-dan tai Purazuma-dan! Nyāsu to Akuroma!!" (ロケット団VSプラズマ団！ニャースとアクロマ！！)            | 28. marts 2013    | Ukendt        |
| 779         | 23          | "Ash, N og idealernes sammenstød!" "Shiro no Iseki! Satoshi tai Enu!!" (白の遺跡！サトシ対N！！)                                                       | 4. april 2013     | Ukendt        |
| 780         | 24          | "Team Plasma og Opvågningsceremonien!" "Purazuma-dan Shūgeki! Fukkatsu no Gishiki!!" (プラズマ団襲撃！復活の儀式！！)                                  | 11. april 2013    | Ukendt        |
| 781         | 25          | "Bag sandhed og idealer!" "Reshiramu tai Enu! Risō to Shinjitsu no Kanata e!!" (レシラム対Ｎ！理想と真実の彼方へ！！)                                  | 18. april 2013    | Ukendt        |

## Stemmer
| Karakter    | Japansk            | Dansk           |
| ----------- | ------------------ | --------------- |
| Ash Ketchum | Rika Matsumoto     | Mathias Klenske |
| Pikachu     | Ikue Ōtani         | Ikue Ōtani      |
| Iris        | Aoi Yūki           | Malene Tabert   |
| Cilan       | Mamoru Miyano      | Sonny Lahey     |
| Jessie      | Megumi Hayashibara | Ann Hjort       |
| James       | Shinichiro Miki    | Thomas Kirk     |
| Meowth      | Inuko Inuyama      | Peter Zhelder   |
| Fortæller   | Unshō Ishizuka     | Torben Sekov    |

## Hjemmeudgivelser
I Japan er sæsonen blevet fuldt udgivet til udlejning, men købeudgivelser er begrænset til visse afsnit. Sæsonen har fået en komplet hjemmeudgivelse på engelsk i USA og Australien.
I Danmark har denne sæson ikke set nogen form for hjemmeudgivelse.